# Heptathela higoensis
Heptathela higoensis is een spinnensoort uit de familie Liphistiidae. De soort komt voor in Japan.